# Urecheni
Urecheni là một xã thuộc hạt Neamț, România. Dân số thời điểm năm 2002 là 4056 người.